# 국도 제6호선 (미국)

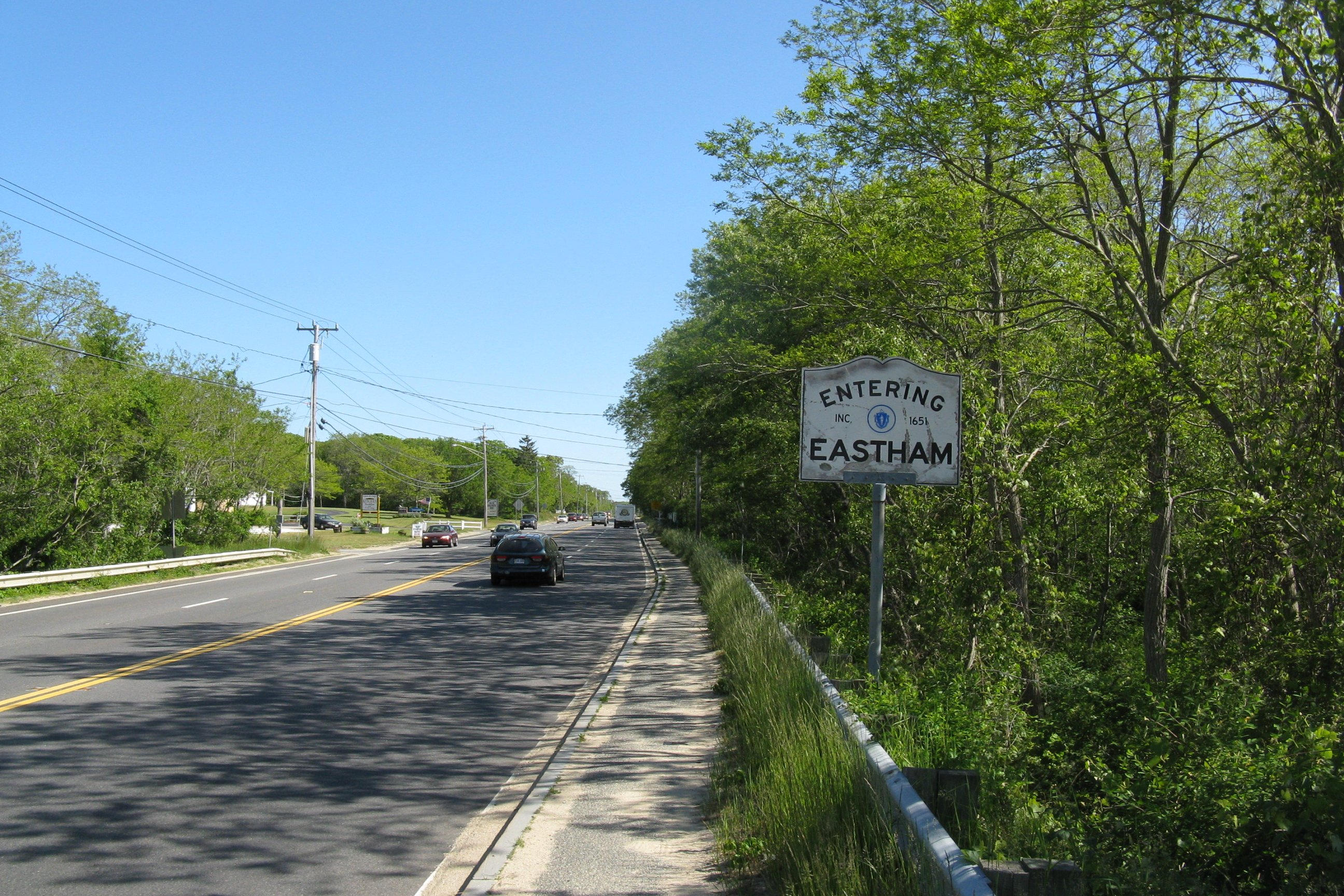
미국 6번 국도의 실제 모습

미국 국도 제6호선(비숍~프로빈스타운 선, US Route 6 Bishop~Provincetown Route)은 미국 캘리포니아주 비숍에서 매사추세츠주 프로빈스타운을 연결하는 미국 국도로써 6호선은 20호선 다음으로 2번째로 길며 끝자리가 '1'이나 '0'으로 끝나지 않는 국도 중에서 가장 길다. 총 연장을 볼 때에는 5,148.08 km인 것으로 집계되어 있어, 끝에 0 혹은 1로 끝나는 국도 이외의 노선은 6번 국도가 가장 긴 축에 속한다. 그 외에도 과거 존속되었던 국도 제32, 38호선의 일부 구간을 6번 국도에 통합한 적도 있었다. 다만 종점에서는 매사추세츠주도 제6A호선와도 직접 접촉한다.

## 주요 경유지
6번 국도가 통과하고 있는 주는 다음과 같다.
| 주요 경로 및 거리 |           |          |
| \| 지역 \| 거리 (mi) \| (km) \| \| ---------------- \| --------- \| -------- \| \| 캘리포니아주 \| 40.51 \| 65.19 \| \| 네바다주 \| 305.65 \| 491.90 \| \| 유타주 \| 373.96 \| 601.83 \| \| 콜로라도주 \| 467.28 \| 752.01 \| \| 네브래스카주 \| 373.07 \| 600.40 \| \| 아이오와주 \| 319.60 \| 514.35 \| \| 일리노이주 \| 179.88 \| 289.49 \| \| 인디애나주 \| 149.00 \| 239.79 \| \| 오하이오주 \| 248.00 \| 399.12 \| \| 펜실베이니아주 \| 403.00 \| 648.57 \| \| 뉴욕주 \| 78.09 \| 125.67 \| \| 코네티컷주 \| 116.33 \| 187.21 \| \| 로드아일랜드주 \| 26.50 \| 42.65 \| \| 매사추세츠주 \| 118.00 \| 189.90 \| \| 노스캐롤라이나주 \| 495 \| 797 \| \| 합계 \| 3,198.87 \| 5,148.08 \| |           |          |
| 지역 | 거리 (mi) | (km)     |
| 캘리포니아주 | 40.51     | 65.19    |
| 네바다주 | 305.65    | 491.90   |
| 유타주 | 373.96    | 601.83   |
| 콜로라도주 | 467.28    | 752.01   |
| 네브래스카주 | 373.07    | 600.40   |
| 아이오와주 | 319.60    | 514.35   |
| 일리노이주 | 179.88    | 289.49   |
| 인디애나주 | 149.00    | 239.79   |
| 오하이오주 | 248.00    | 399.12   |
| 펜실베이니아주 | 403.00    | 648.57   |
| 뉴욕주 | 78.09     | 125.67   |
| 코네티컷주 | 116.33    | 187.21   |
| 로드아일랜드주 | 26.50     | 42.65    |
| 매사추세츠주 | 118.00    | 189.90   |
| 노스캐롤라이나주 | 495       | 797      |
| 합계 | 3,198.87  | 5,148.08 |

## 접촉하는 도로

### 주간고속도로
- 주간고속도로 제15호선
- 주간고속도로 제70호선
- 주간고속도로 제25호선
- 주간고속도로 제270호선
- 주간고속도로 제76호선
- 주간고속도로 제80호선
- 주간고속도로 제680호선
- 주간고속도로 제480호선
- 주간고속도로 제29호선
- 주간고속도로 제35호선
- 주간고속도로 제74호선
- 주간고속도로 제180호선
- 주간고속도로 제39호선
- 주간고속도로 제55호선
- 주간고속도로 제355호선
- 주간고속도로 제57호선
- 주간고속도로 제294호선
- 주간고속도로 제94호선
- 주간고속도로 제65호선
- 주간고속도로 제75호선
- 주간고속도로 제90호선
- 주간고속도로 제670호선
- 주간고속도로 제79호선
- 주간고속도로 제99호선
- 주간고속도로 제81호선
- 주간고속도로 제476호선
- 주간고속도로 제84호선
- 주간고속도로 제380호선
- 주간고속도로 제86호선
- 주간고속도로 제87호선
- 주간고속도로 제684호선
- 주간고속도로 제91호선
- 주간고속도로 제384호선
- 주간고속도로 제395호선
- 주간고속도로 제295호선
- 주간고속도로 제95호선
- 주간고속도로 제195호선

### 국도
- 국도 제395호선
- 국도 제95호선
- 국도 제50호선
- 국도 제93호선
- 국도 제89호선
- 국도 제191호선
- 국도 제24호선
- 국도 제40호선
- 국도 제85호선
- 국도 제87호선
- 국도 제36호선
- 국도 제34호선
- 국도 제138호선
- 국도 제385호선
- 국도 제83호선
- 국도 제283호선
- 국도 제136호선
- 국도 제183호선
- 국도 제281호선
- 국도 제81호선
- 국도 제77호선
- 국도 제275호선
- 국도 제59호선
- 국도 제71호선
- 국도 제169호선
- 국도 제69호선
- 국도 제65호선
- 국도 제63호선
- 국도 제151호선
- 국도 제61호선
- 국도 제67호선
- 국도 제150호선
- 국도 제51호선
- 국도 제52호선
- 국도 제30호선
- 국도 제45호선
- 국도 제41호선
- 국도 제421호선
- 국도 제35호선
- 국도 제31호선
- 국도 제33호선
- 국도 제127호선
- 국도 제24호선
- 국도 제23호선
- 국도 제20호선
- 국도 제250호선
- 국도 제42호선
- 국도 제322호선
- 국도 제422호선
- 국도 제19호선
- 국도 제6N호선
- 국도 제62호선
- 국도 제219호선
- 국도 제15호선
- 국도 제220호선
- 국도 제11호선
- 국도 제209호선
- 국도 제9W호선
- 국도 제202호선
- 국도 제9호선
- 국도 제7호선
- 국도 제44호선
- 국도 제5호선
- 국도 제1호선

## 여담
- 미국 내에서 가장 많은 주를 통과하고 있으며, 통과하는 주만 하여도 무려 15개의 주가 있다. 알래스카주와 하와이주, 워싱턴 D.C. 특별구 등을 제외한 미국 본토 내 48개의 주 중에서 가장 많이 통과하는 국도 노선이다.

## 같이 보기
- 미국 6번 국도의 특별 도로 목록
- 국도 제106호선 (미국)(영어판)
- 국도 제206호선 (미국)(영어판)
- 국도 제138호선 (미국)(영어판)
- 국도 제6N호선 (미국)(영어판)
- 매사추세츠주도 제6A호선(영어판)